# Fernando Calderón Collantes
Fernando Calderón Collantes (Reinosa, 21 de febrer de 1811-Madrid, 9 de gener de 1890) va ser un advocat i polític espanyol, ministre de Gracia i Justícia durant el regnat d'Isabel II, cartera que tornaria a ocupar juntament amb la de ministre d'Estat durant el regnat d'Alfons XII. Germà petit del també polític Saturnino Calderón Collantes.

## Biografia
Després d'estudiar Dret en la Universitat de Santiago de Compostel·la inicia la seva carrera judicial exercint com a Jutge de Primera Instància a Ribadeo i Vigo passant després a les Audicencias de Valladolid, Barcelona i Madrid fins que en 1856 va ingressar al Tribunal Suprem, institució que arribaria a presidir entre 1879 i 1882.
La seva carrera política s'inicia en 1840 quan resulta escollit diputat en el Congrés per la circumscripció de Lugo on retornaria, després de no obtenir escó en els dos següents processos electorals, en 1843, ja com a representant de La Corunya repetint l'escó fins a les eleccions de 1851. En els comicis de 1853 i 1854 no aconseguí obtenir acta de diputat, i no tornà al Congrés fins a 1857 i, després de repetir acta en 1858, desapareix de la Cambra baixa en ser nomenat senador vitalici en 1862. Després de la Revolució de 1868 retorna al Congrés en obtenir, novament per La Corunya, un escó en les eleccions generals espanyoles de 1869 i després de repetir en els comicis de 1872 retornarà al Senat en 1872 on serà designat novament senador vitalici en 1877.
Va ser ministre de Gracia i Justícia en tres ocasions: entre el 21 de juny de 1865 i el 10 de juliol de 1866 en un gabinet presidit per O'Donnell; entre el 12 de setembre i el 2 de desembre de 1875 en un govern de Cánovas i entre el 14 de gener de 1877 i el 6 de gener de 1879 als governs que van presidir Joaquim Jovellar i Soler i novament Cánovas.
També va exercir la cartera de ministre de Foment entre el 2 de desembre de 1875 i el 14 de gener de 1877 amb Cánovas com a cap de govern.
El 7 de juny de 1878 se li va concedir el títol de marquès de Reinosa com a premi als serveis prestats a la Corona i en 1884 se li va distingir amb l'orde del Toisó d'Or. Es va retirar de la política en 1885, en morir Alfons XII. Era acadèmic numerari de la Reial Acadèmia de Ciències Morals i Polítiques.